# 133ª Squadriglia
La 133ª Squadriglia era un reparto del Regio Esercito.

## Storia
La 133ª Squadriglia viene creata nell'agosto 1917 al Centro Formazione Squadriglie del Campo di aviazione di Arcade sui Pomilio ed il 2 settembre va all'Aeroporto di Udine-Campoformido nel II Gruppo (poi 2º Gruppo volo) per la 3ª Armata (Regio Esercito) comandata dal Capitano Giorgio Girardet che disponeva di altri 7 piloti e 6 osservatori.
Il 4 settembre bombarda vicino a Ternova e nell'ambito della Battaglia di Caporetto il 27 ottobre ripiega sull'Aeroporto di Aviano con 6 piloti, 3 osservatori e 4 allievi osservatori.
Il 20 novembre il reparto va al Campo di aviazione di Casoni di Mussolente per la 4ª Armata.
Nel 1917 ha svolto 101 voli di guerra ed il 1º gennaio 1918 dispone di 5 Pomilio PE, 5 piloti e 6 osservatori.
Il 17 febbraio l'unità va al Campo di aviazione di Isola di Carturo con 4 PE, il 14 maggio bombarda il campo di Feltre ed il 19 maggio quello di Grigno.
Poi dispone di 6 PE ed agli inizi di luglio viene sciolta dopo 169 voli di guerra.